# Jean Saint-Fort Paillard
Pour les articles homonymes, voir Paillard.
Jean Gérard Saint-Fort Paillard, né le 4 août 1913 à Saint-Cyr-l'École (Seine-et-Oise) et mort le 16 janvier 1990 à Pebble Beach en Californie (États-Unis), est un cavalier français.

## Palmarès
- Jeux olympiques :
  -  Médaille d'or en dressage par équipes aux Jeux olympiques d'été de 1948 à Londres (Royaume-Uni)